# 김응순
김응순(金應珣, 일본식 이름: 新森一雄니이모리 가즈오, 1891년 10월 17일 ~ 1958년 1월 6일)은 한국의 장로교 목사이다.

## 생애
황해도 장연군 출신이다. 김응순이 자란 장연의 소래마을은 일찍 개신교가 들어와 소래교회가 세워져 있었고, 이 일대의 유력한 가문인 광산 김씨 집안이 기독교도로 개종한 곳이었다. 김응순도 소래교회를 다니며 장로교 신자가 되었다.
이후 고향 인근에서 보통학교 교사로 근무하던 중 1920년 의용단이라는 독립운동 조직에 가담하였다가 이듬해 체포되었다. 의용단은 장연 출신의 장규섭이 황해도 일대에서 대한적십자회 운동을 기반으로 조직하여 상하이에 설립된 대한민국 임시정부와의 연계를 꾀한 조직이었다. 김응순은 이 일로 징역 1년 6개월형을 선고 받고 서대문감옥에서 복역했다. 출감한 뒤에는 황해도 지방에서 전도사로 일했으며, 평양신학교에서 신학을 공부하고 목사 안수를 받았다.
목사가 된후 홍수원교회와 해주제일교회에서 목회 활동을 하였으며, 1937년에는 황해노회 노회장이 선임되어 황해도 지역의 장로교 세력을 대표하는 인물이 되었다. 김응순은 평양기독교친목회 회원이었는데, 이 모임은 개신교 목회자들을 대거 친일 활동에 끌어들인 평양 출신의 교육자이자 언론인 오문환이 설립한 단체였다. 조선총독부는 이 단체를 이용하여 기독교 황민화를 추진했고, 김응순은 오문환을 따라 '성지순례'라는 이름으로 일본 각지의 신사를 순례했다. 1942년 조선예수교장로회 총회장에 올라 전쟁 지원을 위한 예배를 거행하고 교인들에게 헌금을 걷어 전쟁에 필요한 전투기와 무기 등을 기증하기도 했다. 전국 교회의 종을 모아 헌납한 일도 있다.
광복 후 38선 이북 지역에서 강량욱을 중심으로 결성된 조선그리스도교연맹의 부총회장을 맡았다가 한국 전쟁 때 월남했고, 대전에 정착하여 1954년 대전야간신학교를 설립했다. 이 학교는 대전신학대학교의 전신이다.

## 사후
3·1 운동 직후 의용단 조직 사건으로 복역한 일로 1993년에 건국훈장 애족장이 추서 되었으나, 민족문제연구소가 김응순의 일제강점기 말기 행적에 뚜렷한 친일 혐의가 보이는 점을 들어 2004년 대한민국 국가보훈처에 독립유공자 재심을 청구 하는 등 공과에 대한 논란이 있다. 2008년 공개된 민족문제연구소의 친일인명사전 수록예정자 명단 중 종교 부문에 포함되었으며 2009년 친일반민족행위진상규명위원회가 발표한 친일반민족행위 705인 명단에도 포함되었다.

## 상훈
- 건국훈장 애족장 - 1993년 서훈, 2010년 취소

## 같이 보기
- 대전신학대학교

## 참고자료
- 김응순 : 독립유공자 공훈록 - 국가보훈처
- 김수진 (2005년 9월 20일). 〈제31회 총회장 김응순 목사 (1942-1943년)〉. 《총회를 섬겨온 일꾼들》. 서울: 한국장로교출판사. ISBN 89-398-0643-3.